# Armées anciennes

## Antiquité
- Guerre et armée chez les Hittites
- Armée égyptienne du Nouvel Empire (-1580 à -1150), histoire militaire de l'Égypte antique, armée de Ramsès II (vers -1250)
- Histoire militaire de l'ancienne Nubie (en)
  - Marine dans l'Égypte antique, charrerie dans l'Égypte antique
  - Armée néobabylonienne
- Peuples de la mer (vers -1200)
- Histoire militaire en Mésopotamie (en)
- Guerre à Sumer (en)
- Armée assyrienne
- Guerre en Grèce antique (en)
  - Armée spartiate
  - Bataillon sacré, Hippeis
  - Phalanges grecque et macédonienne
  - Armée macédonienne, Archers crétois
  - Armée des Antigonides, Armées hellénistiques (en)
- Armée de Carthage, Infanterie libyco-punique, Légion sacrée, Cavalerie de citoyens
- Armée romaine, camp romain, agger, hospitalitas, histoire militaire de la Rome antique, Colonne Trajane
  - Limes, Système défensif de l'Empire romain, systèmes défensifs de l'Afrique romaine
  - Litus Saxonicum, Marine romaine
  - Anarchie militaire
- Guerre chez les Celtes
- Guerre dans la péninsule ibérique antique (en)
- Guerre chez les Illyriens (en)
- Guerre chez les Germains (en)
- Guerre chez les Daces (en)
- Mode de guerre thrace (en)
- Cavalerie numide, Frondeurs des Baléares
- Archerie montée
- Armée séleucide, armée perse sous Darius III, mélophores perses
- Histoire militaire de l'Iran, armée sassanide, armée parthe (en)
- Chronologie des femmes dans la guerre antique

## Moyen Âge
- Guerre chez les Anglo-Saxons (en)
- Guerre chez les Goths et les Vandales (en)
- Fédérés francs, (Royaumes francs)
- Genèse de la chevalerie médiévale
- Art militaire des Huns
- Ost
- Milice, milice communale, armée de milice, armée suisse
- Corps franc, Franc-tireur, (Francs-tireurs et partisans)
- Grandes compagnies
- Grande Armée (Vikings)
- Ordre militaire, Liste des ordres militaires
  - Ordre du Temple, Ordre de Saint-Jean de Jérusalem, Ordre de Saint-Thomas d'Acre
  - Ordre Teutonique, Ordre de Livonie, Chevaliers Porte-Glaive
  - Ordre d'Alcántara, Ordre de Santiago, Ordre de la Hache, Ordre de Montjoie
- Compagnies franches
- Bandes françaises, Bandes suisses
- Armée byzantine, Marine byzantine
- Armée mongole, Horde d'or
- Chronologie des femmes dans la guerre du Ve au XVe siècle

## Époque moderne
- Invincible Armada (1588)
- Armée ottomane, Bachi-bouzouk
- Armée du Saint-Empire
- Chefs militaires des guerres de Religion
- Régiments de cavalerie français d'Ancien Régime
- Régiments d'infanterie français d'Ancien Régime
- New Model Army (Royaume-Uni)
- Chronologie des femmes dans la guerre du XVIe au XVIIe siècle, Femmes dans la guerre au XVIIIe siècle (en)

## Guerres de la Révolution françaiseet duPremier Empire
- Armée révolutionnaire française
- Femmes dans la guerre au XIXe siècle (en)
- Grande Armée
  - Unités étrangères de l’armée napoléonienne
  - Petites unités étrangères de l’armée napoléonienne
  - Légion italique

## XIXesiècle
- Armée ottomane de 1826 à 1922
- Armée du royaume de Naples (1806-1815)
- Armée impériale russe (1721-1917)
- Armée impériale autrichienne (1806-1867)
- Armée territoriale impériale-royale autrichienne (1867-1918)

## Afrique
- Histoire militaire de l'Empire du Mali (vers 1300-1500)
- Armée ashantie (1701-1901), Impi
- Systèmes militaires africains (1800-1900) (en)

## Amérique
- Armée aztèque
- Guerre chez les Mayas
- Guerre en Mésoamérique
- Guerre de Sécession (1861-1865) : Union Army, Confederate States Army, Armée du Nord-Ouest (CSA)
- Guerres indiennes (USA, 1778-1890)

## Asie
- Histoire militaire de la Chine avant 1912 (en)
- Histoire militaire de l'Indonésie (en)
- Histoire militaire des Philippines (en)
- Histoire militaire de l'Inde (en)
- Armée marathe (en), Marine marathe (en)
- Armée de l'Inde (Raj britannique)
- Armée impériale japonaise (1867-1945)
- Armée japonaise du Guandong
- Armée toujours victorieuse
- Nouvelle Armée, Armée de Beiyang, Flotte du Fujian
- Flotte du Pacifique (France), Escadre d'Extrême-Orient (France)